# Klementyn
Klementyn – imię męskie pochodzące od imienia Klemens. Patronem tego imienia jest św. Klementyn, wspominany razem ze świętymi św. Filomenem i Teodotem.
Klementyn imieniny obchodzi 14 listopada.
Żeński odpowiednik: Klementyna
Znane osoby noszące to imię:
- Clement Attlee – premier Wielkiej Brytanii w l. 1945–1951
- Klimient Woroszyłow – marszałek Związku Radzieckiego